# Snainton
Snainton est un village et une paroisse civile du district de Scarborough, en Angleterre.